# Melaloncha nigricorpus
Melaloncha nigricorpus är en tvåvingeart som beskrevs av Borgmeier 1934. Melaloncha nigricorpus ingår i släktet Melaloncha och familjen puckelflugor. Inga underarter finns listade i Catalogue of Life.